# Den gråtande ministern
Den gråtande ministern är en svensk thrillerminiserie i tre delar från 1993 i regi av Leif Magnusson. I rollerna ses bland andra Krister Henriksson, Malgorzata Pieczynska och Stefan Sauk.

## Handling
Den folkkäre försvarsministern Sven Cederwall har allt man kan önska sig, en framgångsrik karriär och en lycklig familj. Allt ändras över en dag när han träffar den vackra polska servitrisen Anja. Han blir blixtförälskad och när kärleken besvaras bjuder Sven med henne till en arbetskamrats sommarstuga i Norrland. Idyllen bryts av en fruktansvärd olycka. Allt ställs på sin spets och mardrömmen för Sven har bara börjat.

## Rollista
Tre avsnitt
- Krister Henriksson – Försvarsministern Sven Cederwall
- Stefan Sauk – Lars-Erik Norden, Cederwalls Livvakt
- Viveka Seldahl – hustrun
- Malgorzata Pieczynska – Anja Galik
- Gunilla Abrahamsson – sekreteraren
- Per Eggers – kollegan
- Nina Woodford-Berger – dottern

Två avsnitt
- Tova Magnusson – Beatrice Galik
- Hans Bendrik – kommissarien
- Hans Lindgren – utrikesministern
- Sten Ljunggren – statsministern
- Jan Mybrand – camparen

Ett avsnitt
- Bergljót Arnadóttir – debattören
- Jan Bergquist – TV-reportern
- Christian Berling – statsvetaren
- Halvar Björk – camparens far
- Bengt Blomgren – läkaren
- Stig Ossian Ericson – mannen på tåg
- Per Falkman – programledaren
- Björn Gedda – TV-producenten
- Heinz Hopf – polisinspektören
- Donald Högberg – polisen
- Roland Jansson – taxichauffören
- Dan Johansson – partisekreteraren
- Michaela Jolin – journalisten
- Claes Ljungmark – kriminalpolisen
- Nils Moritz – studioreportern
- Lars Pettersson – man i Volvo
- Carl-Lennart Fröbergh – kollega

## Om serien
Serien producerades av Stefan Baron för Sveriges Television och manuset skrevs av Ulf Ryberg med manusbearbetning av regissören Magnusson. Musiken gjordes av den danska kompositören Jacob Groth och serien fotades av Leif Benjour. Den klipptes av Louise Brattberg med negativklippning av Jörgen Wiman. Serien sändes i Sveriges Television i tre 45-minuterslånga avsnitt mellan den 21 september och 5 oktober 1993. Den repriserades 1994 och 1999 i samma kanal och utgavs 2010 på DVD.
Den gråtande ministern belönades med Expressens TV-pris 1993 och 1994 med Prix Italias specialpris i fiktionklassen för idé och utförande.